# Brzozowski
Brzozowski (femenino Brzozowska, plural: Brzozowscy) es un apellido polaco derivado de la población Brzozów, el cual a su vez proviene del polaco brzoza, "abedul". 
En el Imperio ruso, el apellido se transcribió en ruso de diferentes formas, como Бжозовский, Бржозовский, Бржезовский o Бжезовский, y consiguientemente puede ser transliterado como Bzhozovsky, Brzhozovsky, Bzhezovsky o Brzhezovsky. 
En ocasiones, en Rusia era traducido literalmente como Berezovski.